# Актёрский проезд
Актёрский проезд — проезд в Выборгском районе Санкт-Петербурга. Проходит от улицы Руднева до проспекта Культуры.

## История
Проезд получил своё название 15 июля 1974 года. Предполагалось, что там появится клуб или кинотеатр. Кинотеатр «Фестиваль» был построен в 1981—1986 годах. Действовал более десяти лет. По состоянию на 2016 год здание пустует.
На протяжении 40 лет существования Актёрского проезда ни одно здание не числилось по нему. Первым объектом стал жилой дом в Актёрском проезде, 6, введённый в эксплуатацию в декабре 2014 года.

## Пересечения
- улица Руднева
- проспект Культуры

## Транспорт
Ближайшая к Актёрскому проезду станция метро — «Проспект Просвещения» 2-й (Московско-Петроградской) линии.